# Балтаси
Балтаси (на руски: Балтаси; на татарски: Балтач) е селище от градски тип, административен център на Балтасински район, Татарстан. Населението му към 1 януари 2018 година е 8288 души.